# 雲母翔太
雲母 翔太（きら しょうた、1994年5月8日 - ）は、日本の俳優、モデル、脚本家、演出家。北海道函館市出身。 劇団Uzumeメンバー。

## 略歴
テレビドラマ、CM、映画、舞台と今後の活躍が期待される若手俳優。
北海道函館市南茅部町に生まれる。6歳から始めたサッカーで旭川実業高校に進学、数々の経歴を持つ。その後、中央学院大学へ進学したが、在学中にプロサッカー選手の夢を諦め、俳優を志すようになり2015年オリオンズベルトに所属する。
2015年に旗揚げした劇団「Uzume」のメンバーでもあり2017年9月に王子小劇場にて行われたUzume第3回公演「私、雨が見えるまで」では、脚本、演出も手がける。劇団の主宰は劇団「柿食う客」の劇団員である村松洸希。

## 出演
TV
- 2018年　BS日テレ 「イケ男！おもてなしキャンプ」

### CM
- 2017年 「TOSHIBA LIFESTYLE lab」
- 2017年 「ブルボン」AD役
- 2017年 「夜マック」ラグビー部員役

### ドラマ
- 2017年 NTV 「奥様は、取り扱い注意」#5 暴走族役
- 2017年 Netflix 「グッドモーニング・コール~Our Campus Life~」#2 キスするカップル役EX
- 2015年 NTV 「ワイルドヒーローズ」EX不良役

### 舞台
- 2025年Uzume第13回公演「人を喰らって生きてきた。」作・演出：村松洸希[1]
- 2024年Uzume第12回公演 「あの春は、いつまでも青い」-永南高校バスケットボール部-　作・演出：村松洸希[2]
- 2017年Uzume第３回公演「私、雨がみえるまで」　作、演出　雲母翔太
- 2016年Uzume第２回公演「ゼロ式」ダンボ役　演出　田中しげ美
- 2016年Uzume旗揚げ公演「屋根の下に咲く花」小野寺一初役　作、演出　雲母翔太　村松洸希
- 2015年「三日月のみみず荘」渡辺聡美役
- 2015年劇団居酒屋ベースボール「雨ウツ音ナリツヅ9日々」笠八フサト役

### MV
- 2015年桃色クローバーZ ミュージックビデオ 生徒役